# Откак се е, мила моя майно льо
„Откак се е, мила моя майно льо, зора зазорила“  е българска народна песен, посветена на последния български цар Иван Шишман и неговата войска, която се готви за битка срещу османските нашественици в Софийското поле. Част е от цикъл песни за този цар. Стихосложението ѝ е народно-силабическо, с по 17 срички във всеки стих, и както е типично за народните песни, няма строфи и римуване. За първи път е публикувана от хаджи Найден Йованович в „Месецослов или календар за лето 1848“ , като изследователите забелязват следи от преправки („на байраците списан асланова образ“, „за Христово име да стане по боле“).
Публикувани са записи на варианти на песента от западните български земи. Братя Миладинови включват в сборника си „Български народни песни“, издаден през 1861 г. вариант на песента, запазил архаичния си вид, и пояснения, свързани с предания от Самоковско. Владимир Качановски и Васил Стоин също обнародват версии на песента от Западна България. Такива има и от Източна България.. Ръкописни варианти на песента се съхраняват в Софийската народна библиотека и то от началото на XIX век, както и в архива на Георги Раковски от 1856 година. Сходни песни и варианти на песента са намерени и в сръбското народно творчество от началото на XIX век.
Изказвани са съмнения в автентичността на песента. Според една от версиите, тя в основата си е народна, но представлява пример за частична Възрожденска мистификация. Идеята за това идва от записи в историите на анонимния Зографец и на Спиридон, които отреждат на Иван Шишман смърт в битка: респективно при София и по горното поречие на Искъра. Може да се приеме, че идеята за Шишманово юначество в Софийско окончателно се затвърждава през 1825 г. в Рилската преправка на анонимен компилатор, който обединява „историите“ на Паисий и Спиридон. Проф. Петър Динеков смята, че „отделни изрази имат литературен произход, но основата на песента е безспорно народна.“ Има и предположения, че песента е изцяло новокомпозирана и възниква в средата на 19 век. Николай Аретов твърди, че Иван Вазов не вярва в автентичността на песента и дори посочва, че „тя е несполучливо съчинена от някой родолюбив даскал“. Има предположения, че този даскал е Найден Йованович.
Преобладаващото мнение на фолклористите обаче е, че песента в основата си е автентична и вероятно е предизвикана от действителни исторически събития. В подкрепа на това е надписа на севаст Огнян от крепостта Боженишки Урвич, Софийско, в който се казва, че той участва в борбата за спасяването на Българското царство, която е битка „за вярата на Шишмана царя“.
Песента придобива особена популярност в обработката на композитора Тодор Попов и изпълнението на Ансамбъла за песни и танци на Българската народна армия (АПТБНА) под диригентството на Киркор Киркоров.